# Tramlijn 4 (Szczecin)
Tramlijn 4 is een tramlijn in de Poolse stad Szczecin op de route Krzekowo - Pomorzany.

## Geschiedenis
- De tramlijn 4 werd ingesteld en 1905 en had toen de route: Tiergarten/Cap Chérie – Oberwiek – Bahnhof – Bollwerk – Mönchenbrückstrasse – Schulzenstrasse – Kohlmarkt – Kleine Domstrasse/Luisenstrasse – Königstor – Pölitzerstrasse – Friedrich-Karl-Strasse – Arndtplatz.

- In 1923 werd de lijn verlengd via de Schinkelplatz naar het Hauptfriedhof.

- In 1924 tramlijn 4 had toen de route: Bahnhof – Königstor – Hauptfriedhof.

- In 1927 ging lijn 4 vanaf het Bahnhof naar de Schinkelplatz.

- In 1930 werd de lijn verlengd via Apfelalle naar het Krankenhaus.

- Na de Tweede Wereldoorlog en 1945 tramlijn 4 had toen de route: ul. Matejki – ul. Roosevelta – al. Pomorska – Plac Sprzymierzonych – al. Piastów – Plac Kościuszki.

- In 1947 tramlijn 4 had toen de route: Dworzec Główny – ul. Nowa – ul. Dworcowa – al. 3-go Maja – al. Niepodległości – Plac Żołnierza Polskiego – ul. Matejki – ul. Roosevelta – ul. Buczka – Plac Sprzymierzonych – al. Piastów – al. Powstańców

- In 1961 werd de lijn verlengd via al. Powstańców naar het Pomorzany.

- In 1971 tramlijn 4 had toen de route: Potulicka – ul. Potulicka – ul. Narutowicza – al. 3-go Maja – al. Niepodległości – al. Wyzwolenia – ul. Buczka – Plac Lenina – al. Piastów – al. Powstańców Wielkopolskich – Pomorzany.

- In 2014 tramlijn 4 had toen de route: Krzekowo – ul. Żołnierska – ul. Mickiewicza – al. Bohaterów Warszawy – ul. Jagiellońska – al. Piastów – al. Powstańców Wielkopolskich – Pomorzany

## Huidige traject
| Lijn | Traject | Lengte | Reistijd  | Haltes |
| ---- | --- | ------ | --------- | ------ |
|      | Krzekowo ↔ Pomorzany Żołnierska — rondo Karskiego — Mickiewicza — aleja Bohaterów Warszawy — Jagiellońska — aleja Piastów — plac Kościuszki — aleja Piastów — plac Szyrockiego — aleja Powstańców Wielkopolskich — Budziszyńska | ?      | 26-27 min | 18     |

## Galerij

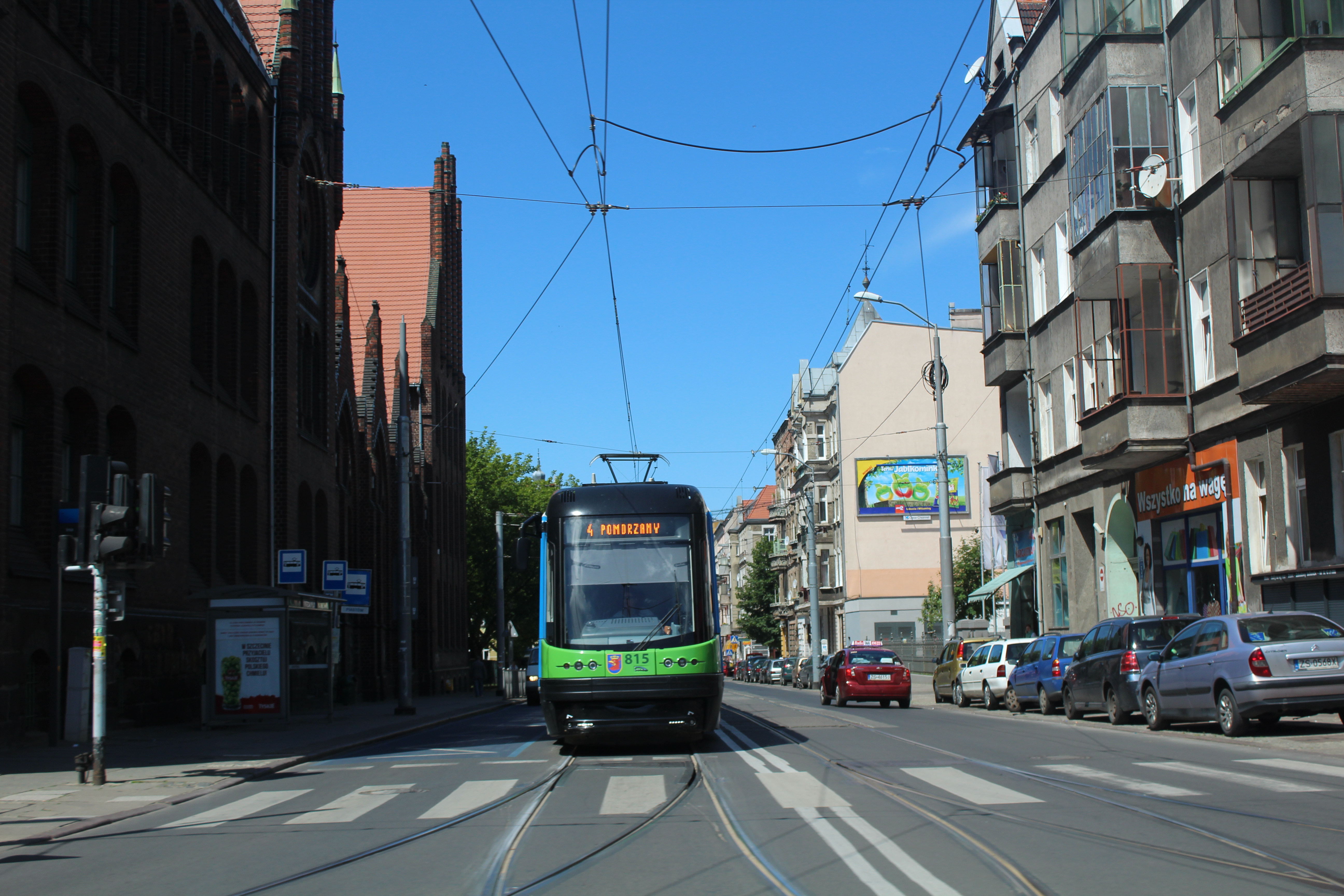
Tramlijn 4 in ulica Jagiellońska
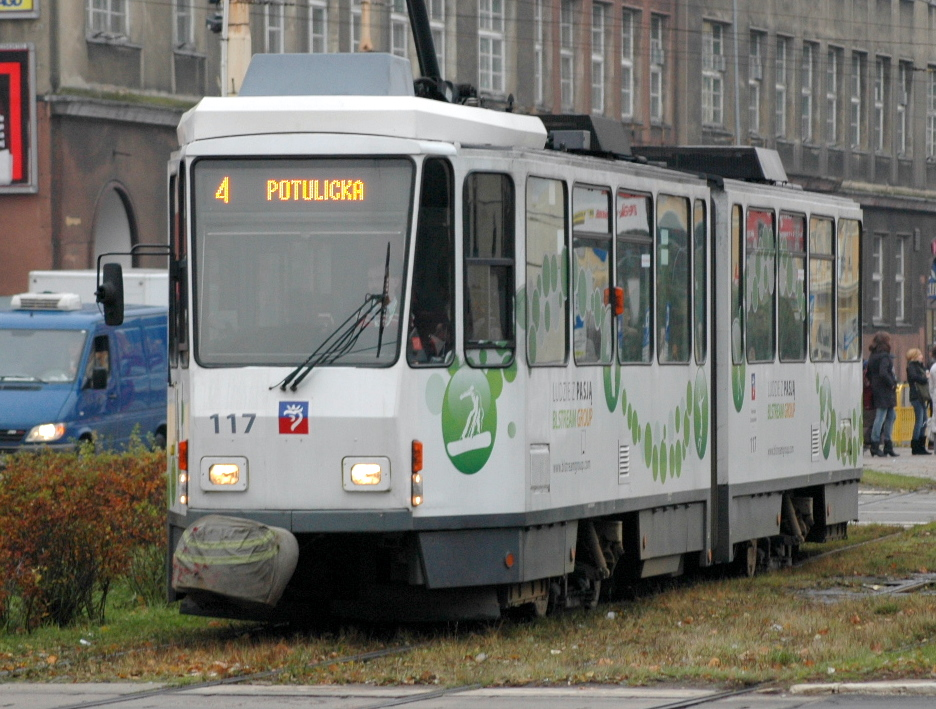
Tramlijn 4 in plac Rodła